# تاريخ كرة القدم في الوطن العربي

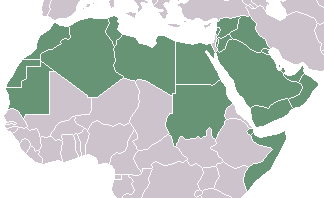
خريطة الوطن العربي.

يعتبر أول اتحاد عربي لكرة القدم هو الاتحاد المصري لكرة القدم عندما تأسس عام 1921 ومن بعده كان الاتحاد الفلسطيني لكرة القدم والذي يعتبر أول اتحاد في آسيا وتأسس 2 يونيو 1928، وهما أول منتخبان يتنافسان على التأهل إلى كأس العالم في عام 1934 وتأهلت مصر في وقتها بعد فوزها على فلسطين ذهاباً وإياباً والتي تعتبر أيضاً أن مصر أول منتخب عربي وأفريقي يتأهل إلى كأس العالم وأيضا تعتبر مصر أول منتخب يفوز بكأس الأمم الأفريقية عام 1957.
ولكن تأسس الاتحاد العربي لكرة القدم عام 1974، أول بطولة كانت كأس فلسطين أو كأس فلسطين للأمم والذين كانوا يلعبون هم المنتخبات العربي .
ويعتبر  نادي المريخ السوداني  من أقدم الأندية العربية الذي تأسس عام 1903 (م) .

## تاريخ الأندية
- يعتبر أول نادي بورفؤاد الرياضي المصري اول نادي عربي وتاسس عام 1902،[2] ثم تأسس نادي المريخ السوداني عام 1903 وتأسس نادي السكة الحديد المصري عام 1903،[3] ثم النادي الاوليمبي المصري في الإسكندرية عام 1905 ثم نادي التلال اليمني عام 1905 بينما النادي الأهلي في القاهرة والذي تأسس 24 أبريل 1907 .
- يعتبر نادي الزمالك المصري أول نادي عربي يفوز ببطولة عندما فاز ببطولة الكأس السلطانية عام 1921.
- يعتبر النادي الإسماعيلي المصري أول نادي عربي يحقق بطولة قارية عندما فاز ببطولة دوري أبطال إفريقيا عام 1969 ولكن يعتبر نادي السد القطري هو أول نادي عربي في آسيا يفوز ببطولة دوري أبطال آسيا عندما فاز بها في عام 1989.

## تاريخ المنتخبات
- يعتبر منتخب مصر أول منتخب عربي وأفريقي يتأهل إلى كأس العالم في عام 1934 وكذلك يعتبر أول منتخب يفوز ببطولة عندما فاز ببطولة كأس الأمم الأفريقية 1957.
- يعتبر منتخب فلسطين أول منتخب عربي وآسيوي يلعب تصفيات كأس العالم في عام 1934.
- تعتبر تونس أول منتخب عربي يسجل فوز للعرب عام 1978، وذلك عندما انتصر على المكسيك بنتيجة 3–1.
- يعتبر منتخب الكويت أول منتخب عربي في آسيا يفوز كأس آسيا عام 1980.
- يعتبر منتخب المغرب أول منتخب عربي يصل إلى نصف نهائي في كأس العالم قطر 2022.

## تاريخ البطولات
- يعتبر الكأس السلطانية في مصر هي أول بطولة كأس عربية في التاريخ عندما تأسست في عام 1917.
- تعتبر البطولة التونسية في تونس من أقدم بطولات الدوري في الوطن العربي والتي تأسست في عام 1907 وكانت تحت مسمى بطولة تونس الفرنسية.